# Saint-Éloy-d'Allier

Saint-Éloy-d'Allier este o comună în departamentul Allier din centrul Franței. În 1 ianuarie 2022 avea o populație de 56 de locuitori.